# Katarina Eriksdotter Nipertz

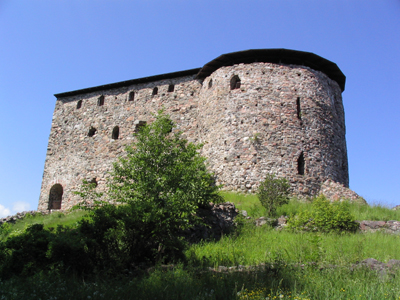
Raseborgs slottsruin i Finland.

Katarina Eriksdotter Nipertz, eller Karin Nipertz, (finska Katarina Erikintytär Nipertz) var en svensk adelsdam och länstagare av Raseborgs län. Katarina var dotter till Erik Nipertz och Ebba Eriksdotter Krummedige.
Hon var gift med Erik Nilsson (Oxenstierna) och senare med Laurens Axelsson (Tott). Efter makens död 1483 övertog hon styret av länet. Då regenten Sten Sture den äldre 1487 sände trupper mot borgen för att överta styret och tillsätta en ny vasall, försvarade hon fästet i flera veckor.

## Barn
1. Margareta Laurensdotter Tott som var gift med Kristiern Bengtsson (Oxenstierna) d.y.
2. Axel Laurensson Tott